# Höfferhof (Much)
Höfferhof ist ein Ortsteil der Gemeinde Much im nordrhein-westfälischen Rhein-Sieg-Kreis.

## Lage
Der Hof liegt im Homburger Bröltal. Nachbarort im Osten ist Retscheroth, im Südwesten Tüschenbonnen, im Westen Zeche Aachen und im Norden Werschberg. Höfferhof liegt an den Landesstraßen 312 und 350.

## Geschichte
Höfferhof wurde 1487 erstmals urkundlich erwähnt.
1901 war Höfferhof ein Gut mit neun Einwohnern. Gutspächter war Theodor Rolland.